# Советский комитет солидарности стран Азии и Африки
Советский комитет солидарности стран Азии и Африки, СКССАА — советская общественная организация, которая была создана с целью содействия дружбы между народами Союза ССР с одной стороны и Азии и Африки с другой, а также с целью координации движения афро-азиатской солидарности в Советском Союзе. 

## История
В мае 1956 года общественные организации союзных республик азиатской части СССР и Закавказья: РСФСР, Казахстана, Киргизии, Узбекистана, Таджикистана, Туркмении, Азербайджана, Армении, Грузии создали Советский комитет солидарности стран Азии (СКССА), позднее переименованный в Советский комитет солидарности стран Азии и Африки.
Советский комитет солидарности стран Азии и Африки предоставил свои стипендии студентам из более чем 30 стран для обучения в Союзе ССР. Это составляло более 1 000 человек в год. Они получали бесплатное образование, место в общежитии, медицинское обслуживание, сезонную одежду и денежную стипендию.
Через организацию осуществлялись контакты с национально-освободительными движениями.
Комитет входит в основанную в январе 1957 г. международную Организацию солидарности народов Азии и Африки (ОСНАА), штаб-квартира которой с того времени и по настоящее время находится в столице Арабской Республики Египет — г. Каире.
С 1967 года по 1977 год председателем СКССАА был поэт Мирза Турсунзаде, позднее организацией руководили писатель Мирза Ибрагимов и историк Михаил Капица. Ответственными секретарями комитета в разное время были А. В. Софронов и А. С. Дзасохов.

## Современность
В Российской Федерации преемником Советского комитета солидарности стран Азии и Африки является Российское общество солидарности и сотрудничества народов Азии и Африки (РОССНАА). 
С 2003 года по 2017 год президентом РОССНАА являлся Михаил Маргелов.  
С 2017 г. организацию возглавляет Первый заместитель председателя Комитета Совета Федерации по науке, образованию и культуре Ильяс Магомед-Саламович Умаханов. 
Организация РОССНАА возобновила прием на учебу в российские ВУЗы стипендиатов из стран Азии и Африки, оказывает помощь в издании журнала «Моя Африка», который выходит ежемесячно на русском, английском и французском языках. 